# Конотоп (Любуське воєводство)
Конотоп (пол. Konotop, нім. Kontoppe) — село в Польщі, у гміні Кольсько Новосольського повіту Любуського воєводства.
Населення — 1288 осіб (2011).
У 1975-1998 роках село належало до Зеленогурського воєводства.

## Демографія
Демографічна структура станом на 31 березня 2011 року:
|          | Загалом | Допрацездатний вік | Працездатний вік | Постпрацездатний вік |
| -------- | ------- | ------------------ | ---------------- | -------------------- |
| Чоловіки | 656     | 144                | 466              | 46                   |
| Жінки    | 632     | 122                | 391              | 119                  |
| Разом    | 1288    | 266                | 857              | 165                  |